# Gailtal Radweg
Der Gailtal Radweg R3 verläuft durch das südwestliche Kärnten von Kötschach nach Villach.

## Streckenverlauf
Der Radweg beginnt im Westen von Kötschach an der Gail. Er führt größtenteils die Gail entlang, vorbei am Pressegger See nach Vorderberg, Nötsch und dann nach Villach. Rund 90 Prozent des Radwegs sind asphaltiert, 10 Prozent geschottert. Der Großteil des Weges ist verkehrsfrei, nur rund drei Kilometer haben geringes Verkehrsaufkommen und etwa drei Kilometer verläuft er bei Rattendorf auf der Landesstraße.
Teilweise wird die Route in entgegengesetzter Richtung beschrieben.

### Gemeinden, Orte
Der Gailtal Radweg verläuft durch die Gemeinden Kötschach-Mauthen, Dellach, Kirchbach, Hermagor-Pressegger See, Sankt Stefan im Gailtal, Nötsch im Gailtal, Arnoldstein und Villach.

### Ausflugsziele
Ausflugsziele am Radweg sind
- der Garnitzenklamm,
- das Heimatmuseum Schloss Möderndorf,
- und der Freizeitpark am Pressegger See.

## Anbindung zum Öffentlichen Verkehr
Die beiden Buslinien von Oberdrauburg und Hermagor bieten keine Fahrradmitnahme an (Stand 2023). Die Bahnhöfe Hermagor und Villach sind mit Rädern erreichbar.